# ランナウェイ (1997年の映画)
『ランナウェイ』（原題: Money Talks）は、1997年にアメリカで製作されたアクションコメディ映画。

## ストーリー
フランクリンは違法チケットを売って小銭を稼いでるケチな詐欺師。ある日、彼は落ち目のTVレポーターのジェームズから取材を受けていたが、その取材の真っ最中に警察に逮捕されてしまう。渋々他の犯罪者と共に護送されるフランクリンだったが、武装した集団によって乗っていた護送車が襲撃される。それはダイヤモンド密輸組織のボスであるヴィラードが、警察の元から逃れるために裏で手引きしたものだった。偶然彼と共に手錠で繋がれていたフランクリンは、組織が隠した1500万ドル相当の高額ダイヤモンドの隠し場所を聞いてしまう。隙を見つけて組織の元から逃れた彼は、密輸組織とロサンゼルス市警察双方に追われる破目になってしまう。

## キャスト
※括弧内は日本語吹替
- フランクリン・ハチェット - クリス・タッカー（山寺宏一）
- ジェームズ・ラッセル - チャーリー・シーン（堀内賢雄）
- レイモンド・ヴィラード - ジェラール・イスマエル（麦人）
- グレース・チプリアーニ - ヘザー・ロックリア（五十嵐麗）
- ポーラ・ハチェット - エリス・ニール（喜田あゆ美）
- ガイ・チプリアーニ - ポール・ソルヴィノ（辻親八）
- コニー・チプリアーニ - ヴェロニカ・カートライト（定岡小百合）
- デュプレイ - フランク・ブリュンブローク（青山穣）
- ボビー・ピケット警部補 - ポール・グリーソン（田原アルノ）
- ウィリアムズ刑事 - ダニエル・ローバック（星野充昭）
- バークレー - デビッド・ワーナー（稲葉実）
- アーロン - マイケル・ライト（中田和宏）
- カーマイン - ダミアン・チャパ（大川透）
- ローランド - ラリー・ハンキン（中博史）
- 牧師 - ランス・ハワード（中博史）

## スタッフ
- 監督：ブレット・ラトナー
- 製作：ウォルター・コブレンツ、トレイシー・クレイマー
- 脚本：ジョエル・コーエン、アレック・ソコロウ
- 撮影：ラッセル・カーペンター、ロバート・プライムス
- 音楽：ラロ・シフリン